# عصام الراوي

## اسمه ونسبه
الدكتور عصام كاظم فتحي الراوي

## ولادته ونشأته
مواليد عام 1949 في مدينة راوة بمحافظة الأنبار.

## مرحلة تلقيه العلم وأخذه الإجازات والشهادت العلمية
أكمل دراسة البكالوريوس والماجستير في كلية العلوم بجامعة بغداد عام 1975 تخصص في الجيولوجيا، ثم بدأ دراسة الدكتوراة وكان أول طالب يمنح شهادة الدكتوراة من جامعة بغداد في هذا الاختصاص.
أستاذ علم الصخور الرسوبية وبصرية المعادن في عدة جامعات، هي: 
جامعة بغداد بالعراق وجامعة صلاح الدين بمدينة أربيل العراقية وجامعة سبها بليبيا. وعمل مشرفا ثقافيا وتربويا لمؤسسة دار السلام في إستانبول بتركيا، وذلك لمدة أربع سنوات، أثناء هجرته خارج العراق مضطرا.
اعتقل عام 1986 مع عدد من زملائه بتهمة المشاركة في تنظيم سري، وحكم بالإعدام ثم خفف إلى السجن المؤبد عام 1987، ثم أفرج عنه ومن معه بعد ذلك في عفو عام بعد تدخل شخصيات إسلامية معروفة من خارج العراق.
انتقل الدكتور الراوي بعد الإفراج عنه للتدريس في جامعة صلاح الدين في أربيل وأمضى فيها عدة سنوات، بنى فيها علاقات وثيقة مع أهلها بشكل عام ومع الحركة الإسلامية بكل اتجاهاتها، كان لها صداها الطيب وذكراها المفيدة في تمتين الأواصر العربية الكردية.
بعد احتلال العراق انضم الدكتور الراوي إلى هيئة علماء المسلمين في العراق، التي رأى فيها المعين المناسب للعمل الإسلامي والوطني في ظل الاحتلال، وشارك في كل المناشط السياسية وغير السياسية التي شاركت فيها الهيئة.

## الوظائف العلمية والأعمال الإدارية
أسس الدكتور مع عدد من زملائه وطلابه رابطة التدريسيين الجامعيين بعد أسابيع من الاحتلال؛ لتكون أداة للدفاع عن هذه الشريحة المهمة في المجتمع ووسيلة للتعريف بهمومها ومشاكلها، وقد حققت هذه الرابطة نجاحات كبيرة في هذا المجال وأضحت مؤسسة ثقافية ذات مركز مرموق داخل العراق وخارجه، حتى أصبحت بياناتها وتقاريرها تحضى باهتمام بالغ ويعتمد عليها في قرأة الواقع العلمي في العراق والصعوبات التي تكتنفه والرابطة تضم لحد الآن 1400 أستاذ جامعي، منهم 225 أستاذة جامعية، وقد تأسست في 19 يوليو 2003.

## وفاته
اغتيل في 30 أكتوبر 2006 على يد إحدى الجماعات المسلحة في العراق، يذكر البعض أن سبب اغتياله هو جهوده التوحيدية بين طوائف العراق المتشاحنة

## وصلات خارجية
- عصام الراوي على موقع أرشيف الشارخ.

.